# John Kucera
John Kucera (17. září 1984, Calgary, Kanada) je kanadský sjezdový lyžař, mistr světa ve sjezdu z roku 2009.
Jeho rodiče, kteří pocházejí z Brna, emigrovali v roce 1980 z Československa do Kanady. John už se tedy narodil v Kanadě a považuje se za čistého Kanaďana, mluví však plynně česky, i když se silným přízvukem.